# Elfstedentocht
La Elfstedentocht (en frisio: Alvestêdetocht) es una marcha de patinaje sobre hielo que se celebra a lo largo de casi 200 kilómetros de canales helados de Frisia, organizada por la Unión Las Once Ciudades Frisias. La competición no se celebra todos los años (ver la tabla adjunta), sino solo cuando el clima lo permite (la organización exige que el grosor del hielo alcance o supere los 15 cm en todo el trayecto). La salida y la llegada de la competición tienen lugar en Leeuwarden, capital de Frisia. El Elfstedentocht se puede describir como una maratón sobre hielo natural, aunque ha servido de inspiración para realizar el mismo recorrido con todo tipo de medios de locomoción: en bicicleta, en patinete, en motocicleta, a remo, caminando, e incluso en planeador.
La marcha pasa por las once localidades de Frisia que han obtenido fueros en la Historia (y por lo tanto, las únicas que pueden denominarse ciudades).
En el orden de la marcha:
| Ciudad              | Frisio     | distancia desde la salida (km) |
| ------------------- | ---------- | ------------------------------ |
| Leeuwarden (salida) | Ljouwert   | 0                              |
| Sneek               | Snits      | 22                             |
| IJlst               | Drylts     | 26                             |
| Sloten              | Sleat      | 40                             |
| Stavoren            | Starum     | 66                             |
| Hindeloopen         | Hylpen     | 77                             |
| Workum              | Warkum     | 86                             |
| Bolsward            | Boalsert   | 99                             |
| Harlingen           | Harns      | 116                            |
| Franeker            | Frjentsjer | 129                            |
| Dokkum              | Dokkum     | 174                            |
| Leeuwarden (meta)   | Ljouwert   | 199                            |

En línea recta, las distancias entre las ciudades suman 155 km, pero la marcha debe, obviamente, seguir el trazado de los canales, lo que hace un total de 199 km. Dokkum, la última ciudad antes de retornar a Leeuwarden, se encuentra un tanto apartada del trazado más "sencillo". Si no se visita esta ciudad, la ruta se acorta en unos 50 km.
Cada participante recibe una tarjeta de registro durante inscripción. La tarjeta debe ser sellada en las once ciudades, y en dos puestos de control extra cuya localización es secreta. Cada participante que termina la marcha antes de las campanadas de medianoche (con la tarjeta de control completamente sellada) recibe una medalla de participación, la Cruz de las Once Ciudades (una cruz de Malta con un círculo en el centro, y sobre este, el mapa de la provincia de Frisia). Se otorga una medalla especial (además de la Cruz) a los primeros 11 varones y las primeras 5 mujeres en completar la marcha. Existen premios adicionales para los vencedores de las categorías masculina y femenina.
La competición atrae a muchos miles de espectadores, que se enfrentan al frío para poder animar con enorme entusiasmo a los participantes. Dado la escasa regularidad con que la Elfstedentocht se celebra, so convocatoria suele crear una enorme excitación en el país. La víspera de la marcha, muchos holandeses viajan a Leeuwarden para disfrutar del ambiente de fiesta en torno al evento. La noche de la víspera, conocida como la "Nacht van Leeuwarden" (Noche de Leeuwarden), es una fiesta callejera que se extiende por toda la ciudad (se dice de los frisios, que tienen fama de desabridos, que "se derriten cuando hiela"). El día de la marcha, la mayoría de los frisios permanecen en casa para verla por televisión.

## Historia
Pim Mulier hizo la primera marcha a lo largo de las once ciudades en 1890. Fue el promotor de la organización de la primera competición en 1909, y diseñó la cruz que reciben los participantes que completan la marcha. Desde 1909 se ha celebrado la marcha en 15 ocasiones. La última fue el 4 de enero de 1997. Los vencedores de las marchas han sido:
| Año  | Fecha           | Vencedor                                                           | Origen                                      | Tiempo             | km    |
| 1909 | 2 de enero      | Minne Hoekstra                                                     | Warga                                       | 13.50              | 189   |
| 1912 | 7 de febrero    | Coen de Koning                                                     | Arnhem                                      | 11.40              | 189   |
| 1917 | 27 de enero     | Coen de Koning                                                     | Etten-Leur                                  | 9.53               | 189   |
| 1929 | 12 de febrero   | Karst Leemburg                                                     | Leeuwarden                                  | 11.09              | 191   |
| 1933 | 16 de diciembre | Abe de Vries Sipke Castelein                                       | Dronrijp Wartena                            | 9.53               | 195   |
| 1940 | 30 de enero     | Piet Keizer Auke Adema Cor Jongert Dirk van der Duim Sjouke Westra | De Lier Franeker Alkmaar Warga Warmenhuizen | 11.30              | 198,5 |
| 1941 | 6 de febrero    | Auke Adema                                                         | Franeker                                    | 9.19               | 198,5 |
| 1942 | 22 de enero     | Sietze de Groot                                                    | Weidum                                      | 8.44               | 198   |
| 1947 | 8 de febrero    | Jan van der Hoorn                                                  | Ter Aar                                     | 10.51              | 191   |
| 1954 | 3 de febrero    | Jeen van den Berg                                                  | Heerenveen                                  | 7.35               | 198,5 |
| 1956 | 14 de febrero   | Sin vencedores (*)                                                 | Sin vencedores (*)                          | Sin vencedores (*) | 190,5 |
| 1963 | 18 de enero     | Reinier Paping                                                     | Ommen                                       | 10.59              | 196,5 |
| 1985 | 21 de febrero   | Evert van Benthem                                                  | Sint Jansklooster                           | 6.47               | 196,8 |
| 1986 | 26 de febrero   | Evert van Benthem                                                  | Sint Jansklooster                           | 6.55               | 199,3 |
| 1997 | 4 de enero      | Henk Angenent                                                      | Woubrugge                                   | 6.49               | 199,6 |

(*) Tras las victorias compartidas de 1933 y 1940, en que los primeros en llegar a la meta se cogían de las manos para llegar unidos, se prohibió esta práctica. Jan van der Hoorn, Aad de Koning, Jeen Nauta, Maus Wijnhout y Anton Verhoeven incumplieron esta regla, y atravesaron juntos la meta. Fueron descalificados y no se proclamó ningún vencedor.
En 1985 se permitió por primera vez la participación de mujeres. La primera mujer en llegar a la meta ese año fue Lenie van der Hoorn. En 1986 fue Tineke Dijkshoorn, y en 1997 Klasina Seinstra. A partir de la siguiente celebración, se organizará una competición aparte para mujeres, de forma que habrá también una vencedora oficial.

## El clima durante la Elfstedentocht
La mayoría de los inviernos en que se ha celebrado la marcha fueron fríos y duros, pero eso no implica nada concreto sobre el día en que se celebra, ni sobre la calidad del hielo. Los fenómenos más temidos por los participantes son el viento y la nieve. Además, el hielo puede ser de mala calidad para patinar tras un periodo de viento y heladas irregulares.
De las 15 competiciones que se han celebrado oficialmente en el siglo XX, tres lo han hecho ya en tiempo de deshielo, 4 con ligeras heladas, 3 con heladas moderadas, y 5 con fuertes heladas (por debajo de -10 °C). La peor fue la del 18 de enero de 1963, cuando el hielo mostraba gran cantidad de grietas y la temperatura en el momento de iniciarse era de -18 °C. Durante la parte central del día siguió helando moderadamente, pero el fuerte viento del este provocaba una sensación térmica de frío extremo. Por si fuera poco, había gran cantidad de nieve en polvo: la provincia de Frisia había sido cubierta por un tapiz de 20 cm de nieve dos días antes. Solo uno de cada 100 participantes alcanzó la meta: los peores resultados en la historia de la competición. No fue posible posponer la marcha hasta alguno de los siguientes días, ya que una fuerte tormenta de nieve azotó la provincia.
También la marcha del 12 de febrero de 1929 se celebró entre temperaturas de -18 °C (por la mañana) y -8 °C (a mediodía) con un fuerte viento del noreste, pero el hielo era de mucho mejor calidad. La marcha del 30 de enero de 1940 a través del paisaje nevado también fue muy dura debido al viento tormentoso del este, la helada moderada a fuerte, y la nieve polvo. La marcha del 14 de febrero de 1956 también fue difícil debido al hielo formado con bultos y grietas, y las fuertes precipitaciones de nieve, que provocaron un notable estrechamiento de la pista disponible.
Las condiciones fueron ideales, por el contrario, en 1917, 1933, 1941 y 1954. Las marchas se desarrollaron con heladas ligeras a moderadas, sin viento, e incluso a menudo con sol. Un ligero deshielo (y un hielo blando) afectó a las marchas de 1909 y 1912. También en 1985 hubo deshielo, pero el hielo seguía siendo de buena calidad. En 1986 el hielo era duro con muchas grietas, y la helada y el viento del noreste moderados.
La última marcha, el 4 de enero de 1997, fue también dura en extremo, la peor desde la legendaria de 1963. Vientos de fuerza 5 a 6 y helada de -6 °C (por la mañana) a una máxima de -3 °C (a mediodía) fueron los factores más incómodos. En combinación con el viento, la sensación térmica era de -10 a -15 °C, e incluso de -18 °C durante las rachas más fuertes.

## Trivia
- En la competición de 1986 participó Guillermo Alejandro de Orange-Nassau (heredero de la Corona holandesa) bajo el seudónimo W.A. van Buren.